# Abd Al-Rahman Al Sufi

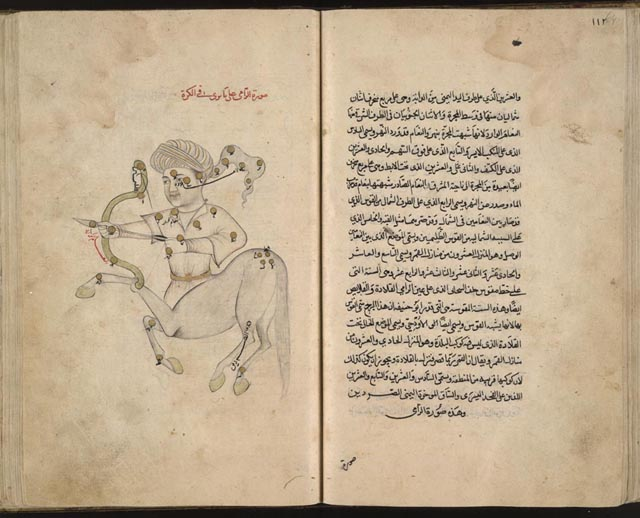
Gwiazdozbiór Strzelca w księdze Al Sufiego

Abd Al-Rahman Al Sufi (arab. ‏عبد الرحمن الصوفي‎, pers. ‏عبدالرحمن صوفی‎, ur. 7 grudnia 903, zm. 25 maja 986) – perski astronom, znany również jako Abd ar-Rahman as-Sufi, Abd al-Rahman Abu al-Husain, lub krócej Azofi.
Pracował nad tłumaczeniem starożytnych prac dotyczących astronomii. Około 964 roku napisał Księgę gwiazd stałych, zaktualizowaną wersję Almagestu Klaudiusza Ptolemeusza – od razu wprowadzając swoje poprawki. Późniejsze wydania książki zawierały arabskie ilustracje gwiazdozbiorów. Zajmował się katalogowaniem gwiazd, wiele ich obecnie używanych nazw pochodzi z tamtego okresu.
Imieniem Al Sufiego nazwano krater księżycowy Azofi oraz planetoidę (12621) Alsufi.